# Marszał Timoszenko
Marszał Timoszenko (ros. Маршал Тимошенко) – radziecki, następnie rosyjski krążownik rakietowy projektu 1134A (ozn. NATO Kresta II), klasyfikowany oficjalnie jako duży okręt przeciwpodwodny. W czynnej służbie od 1975 do 1992 roku. Wchodził w skład Floty Północnej.

## Budowa i skrócony opis
„Marszał Timoszenko” był ósmym zbudowanym okrętem projektu 1134A (Bierkut-A), znanego też od pierwszego okrętu jako typ Kronsztadt, a w kodzie NATO oznaczanego Kresta II. Okręt otrzymał nazwę na cześć marszałka Siemiona Timoszenko (1895-1970). Został wciągnięty na listę floty 11 czerwca 1970 roku. Budowany był w im. A.A. Żdanowa w Leningradzie (numer budowy 728). Stępkę położono  2 listopada 1972 roku, a okręt wodowano 21 października 1973 roku. Do służby wszedł 25 listopada 1975 roku.
Okręty projektu 1134A były klasyfikowane jako duże okręty przeciwpodwodne (ros. bolszoj protiwołodocznyj korabl, BPK), niemniej na zachodzie powszechnie uznawane są za krążowniki. Ich zasadniczym przeznaczeniem było zwalczanie okrętów podwodnych, w tym celu główne uzbrojenie stanowiło osiem wyrzutni rakietotorped Mietiel, z ośmioma pociskami, wymienione następnie w trakcie modernizacji w latach 1988-91 na nowsze wyrzutnie Rastrub-B. Dodatkowo posiadały dziesięć wyrzutni torped kalibru 533 mm, z których można było wystrzeliwać torpedy przeciw okrętom podwodnym. Uzbrojenie przeciwpodwodne uzupełniały dwa dwunastoprowadnicowe miotacze rakietowych bomb głębinowych RBU-6000 (144 bomby kalibru 213 mm) i dwa sześcioprowadnicowe RBU-1000 (48 bomb kalibru 305 mm). Możliwości w zakresie zwalczania okrętów rozszerzał jeden pokładowy śmigłowiec Ka-25PŁ. Uzbrojenie artyleryjskie stanowiły dwa podwójnie sprzężone działa uniwersalne kalibru 57 mm AK-725, umieszczone nietypowo w dwóch wieżach na burtach, oraz dwa zestawy artyleryjskie obrony bezpośredniej w postaci dwóch par sześciolufowych naprowadzanych radarowo działek 30 mm AK-630M (łącznie cztery działka). Uzbrojenie rakietowe stanowiły dwie dwuprowadnicowe wyrzutnie przeciwlotniczych pocisków rakietowych średniego zasięgu Sztorm-M, na dziobie i na rufie, z zapasem 48 pocisków.
Okręty wyposażone były w odpowiednie środki obserwacji technicznej, w tym stacje radiolokacyjne dozoru ogólnego Woschod (MR-600) na maszcie dziobowym i Angara-A (MR-310A) na maszcie rufowym, radary artyleryjskie oraz kompleks hydrolokacyjny Titan-2 (MG-332) z anteną w gruszce dziobowej.

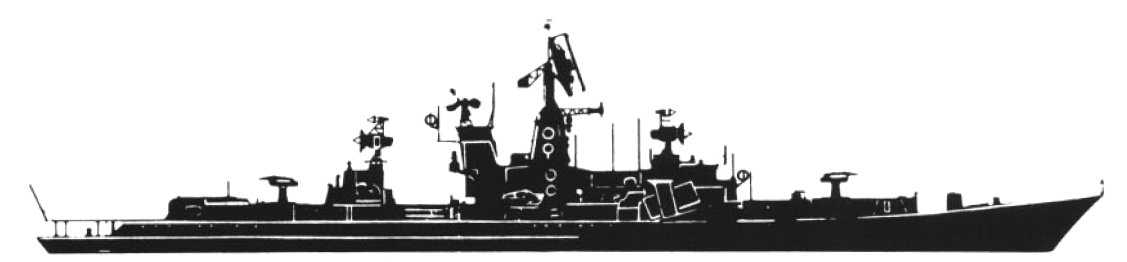
Sylwetka okrętów projektu 1134A

Okręty projektu 1134A miały wyporność standardową 5600 ton i pełną 7535 ton. Długość kadłuba wynosiła 159 m, a szerokość 16,8 m. Napęd stanowiły dwa zespoły turbin parowych TW-12 o łącznej mocy 90 000 KM, napędzające każdy po jednej śrubie. Parę zapewniały cztery kotły. Napęd zapewniał osiągnięcie prędkości maksymalnej 33 węzły, a ekonomicznej 18 węzłów. Załoga liczyła 343 osoby, w tym 33 oficerów.

## Służba
„Marszał Timoszenko” od 26 grudnia 1975 roku wchodził w skład Floty Północnej ZSRR.
W dniach 7-11 września 1982 złożył wizytę w Pointe-Noire w Ludowej Republice Konga.
W pierwszej połowie 1987 roku „Marszał Timoszenko” w zespole z krążownikiem lotniczym „Kijew” pełnił tzw. służbę bojową  na Morzu Śródziemnym w składzie 5. Eskadry Operacyjnej, połączoną ze śledzeniem okrętów NATO.
Od 27 grudnia 1988 do 31 stycznia 1991 roku przeszedł remont w Kronsztadzie połączony z modernizacją, podczas którego okręt dostosowano do rakietotorped Rastrub-B. Już jednak 3 lipca 1992 roku został wycofany ze służby z powodów budżetowych. Został następnie sprzedany na złom do Indii (przed 1998 rokiem).